# Hai Xia Hao
Hai Xia Hao (ранее The Cat) — скоростной грузопассажирский катамаран, предназначенный для перевозки пассажиров и автомобилей, выполненный по технологии волнореза. Эксплуатировался под торговой маркой The Cat с момента начала его коммерческой эксплуатации.

## Характеристики судна
Высокоскоростной катамаран Hai Xia Hao имеет 97 метров в длину и построен австралийской компанией Incat в Хобарте в 2002 году. Корпусу судна присвоен номер 059. Это судно из одного семейства с Incat Tasmania и INCAT 058, все они имеют общее название модельного ряда — Incat98.
Hai Xia Hao построен из алюминиевого сплава, специально предназначенного для использования в морской воде. Катамаран имеет два боковых поплавка, соединенных арочным мостом с корпусом судна, расположенным над ватерлинией. В каждом поплавке размещено по два водометных двигателя, которые и перемещают катамаран.
Автомобили грузятся по одному в центральную часть судна через погрузочный пандус в хвосте. Пассажирская палуба расположена непосредственно над грузовой, в ней расположено кафе, сувенирный магазин, игровая комната для детей, пассажирский салон с местами для сидения, а также палуба наблюдения, где можно наблюдать происходящее за окном через иллюминаторы. Бары для пассажиров оснащены телевизорами, которые транслируют фильмы, телепередачи, а также непрерывно обновляемую карту, где при помощи GPS показаны координаты судна в реальном времени.

## История судна
Hai Xia Hao был построен по заказу Bay Ferries и эксплуатировался в 2002—2005 годах как паром через залив Мэн с мая по октябрь между канадскими городами Ярмут (штат Новая Шотландия) и Бар-Харбор (штат Мэн). Катамаран заменил собой судно INCAT 046, которое начало курсировать в Северной Америке на этом маршруте в 1997 году, используя маркетинговое имя The Cat и основало рынок скоростных паромных переправ; это судно было продано Incat в рамках договора купли-продажи The Cat.
Начиная с зимы 2003—2004 года, Bay Ferries в межсезонье стала фрахтовать судно для работы в в заливе Мэн, которую ранее осуществлял INCAT 046. С ноября 2003 г. по апрель 2004 г. The Cat был использован для Bahama Florida Express, что положило начало скоростному паромному сообщению между портом Эверглейдс, Флорида, США и Багамами. С декабря 2004 г. по апрель 2005 г. Bay Ferries использует The Cat между Порт-оф-Спейн, США и Скарборо, Тобаго для правительства островов Тринидад и Тобаго. Этот же маршрут обслуживался The Cat с ноября 2005 г. по май 2006 г. и INCAT 046 в период с мая по октябрь.
После окончания работы на маршруте Ярмут-Бар Харбор конкурента Bay Ferries, оператора паромных перевозок Scotia Prince Cruises, использовавшего на этом маршруте лайнер Scotia Prince, Bay Ferries обслуживает паромное сообщение, добавляя дополнительный маршрут The Cat начиная с мая 2006 г. В этом сезоне The Cat работает между Ярмутом и Бар Харбором с понедельника по четверг и между Ярмутом и Портлендом с пятницы по воскресенье.
18 декабря 2009 года Bay Ferries объявила об окончании паромного сообщения в заливе Мэн из Ярмута в Бар Харбор и Портленд после того, как правительство Новой Шотландии прекратило субсидировать маршрут, в результате чего было сокращено 120 рабочих мест. Bay Ferries просила около $6000000 для осуществления перевозок в 2010 году, но правительство штата отказало, ссылаясь на финансовые трудности. 
В апреле 2011 г. судно было переименовано, получив новое название Hai Xia Hao, и эксплуатируется компанией Fujian Cross Strait Ferry, осуществляя паромное сообщение между Тайбеем и островами Пингтан.